# Hohhot Black Horse
El Hohhot Black Horse (呼和浩特黑马) es un club de fútbol de China establecido en Hohhot, China.
El club fue conocido como Shanxi Luhu (山西路虎) establecido en Taiyuan, Shanxi en 2006. Jugaron en la Yi League en 2005, con el nombre de Dalian Changbo (大连长波) en la primera división de la Jia League, estableciendo su sede en Shanxi de ahí el nombre de Shanxi Luhu.

## Historia
- 2002-2003 Tibet Xuequan 西藏雪泉
- 2004-2005 Tibet Huitong Luhua 西藏惠通陆华
- 2005-2006 Fundado con el Dalian Changbo, se movió a Shanxi y se renombró a Shanxi Aosen Luhu 山西沃森路虎
- 2006-2007 Shanxi Luhu 山西路虎
- 2007- Hohhot Black Horse 呼和浩特黑马

### Dalian Changbo
- 2003 Dalian Sande 大连三德
- 2004-06 Dalian Changbo 大连长波